# Васил Георгиев (писател)
Вижте пояснителната страница за други личности с името Васил Георгиев.
Васил Христов Георгиев е български юрист и писател, професор във Висшето училище по сигурност и икономика в Пловдив.

## Биография
Васил Георгиев е роден на 5 юли 1975 г. в София. Завършва право в Софийския университет „Св. Климент Охридски“ през 2001 г. През 2008 г. защитава докторска дисертация в областта на правото на Европейския съюз на тема „Европейският съюз в Световната търговска организация за закрила на интелектуалната собственост (ЕС и закрилата на географските означения)“. От 2017 г. е доцент във Висшето училище по сигурност и икономика, а от 2022 г. – професор. Работи като адвокат в областта на търговското право и хоноруван преподавател в Софийския университет „Св. Климент Охридски“, в Нов български университет.

## Творчество
Васил Георгиев пише кратки градски разкази, за които е характерна разнообразната тематика (от тежък ъндърграунд до социална проза), крайните настроения (от романтичен реализъм до брутален постмодерен експеримент), както и изненадващите и абсурдни сюжети и обрати.
Първият сборник с разкази на Васил Георгиев – „Будистки плаж“ (2008) е приет добре от литературната критика, а авторът е посочен като един от най-интересните автори на къси разкази от последните двадесет години  и като „мъдрец сред българските писатели“ , а книгата – като важна стъпка за развитието на българския къс разказ. Сборникът е номиниран за наградата „Хеликон“ за 2009 г. и е един от фаворитите за спечелването ѝ, като в окончателното гласуване с един глас повече е предпочетен сборникът с разкази „Кратка история на самолета“ на Захари Карабашлиев.
Вторият сборник на Васил Георгиев – „Уличник. Истории на софийските улици“ е номиниран за Националната награда „Христо Г. Данов“ за българска книга на 2010 г.. Книгата представлява сборник с най-добрите текстове на автора от списание „Една седмица в София“, в което от 2006 г. той всяка седмица представя портрета на една софийска улица.
През 2011 г. излиза третата книга на Васил Георгиев, сборникът с разкази „Деград“, отличен с наградата „Хеликон“. .
През пролетта на 2013 г. излиза първият му роман – „Апарат“, антиутопия за консуматорското общество. Романът е номиниран за наградата „Хеликон“. През юни 2014 г. е удостоен с наградата на Национален дарителски фонд „13 века България“ за „Български роман на годината“ на 2014 г.